# Nadine Boboy Mwanela
Nadine Boboy Mwanela, née le 11 mars 1972 à Kinshasa, est une femme politique congolaise, sénatrice depuis 2024, élue dans souscription de la ville province du Sud-Ubangi dans la grande Équateur,,,.
Elle est engagée dans les droits des femmes et des enfants.

## Biographie
Elle est née le 11 mars 1972 et est originaire de la province du Sud-Ubangi,.

### Carrière et influence politique
En décembre 2020, Nadine Boboy, présidente de l'Association à but non lucratif (LIBANCO-Asbl), a sensibilisé plusieurs femmes qui avaient répondu à l'invitation. C'était une occasion pour Nadine Boboy d'expliquer à ces femmes les objectifs de (LIBANCO-Asbl) avant de leur donner de quoi relancer leurs activités fortement perturbées des suites de la crise sanitaire.
Le 24 mai 2024 au Sénat de Kinshasa a été marquée par l’affirmation de Nadine Boboy Mwanela en tant que leader politique influent de la province du Sud-Ubangi.